# Sportlife Kungälv IBK
Sportlife Kungälv IBK, bildad 1986, är en idrottsförening i Kungälv i Sverige. Klubben har säsongen 2009/2010 413 licensierade spelare . Representationslagen för dam och herr i klubben vandrar uppåt i tabellerna. Säsongen 2008/2009 gick damlaget upp i division 2 i Göteborg. Som nykomlingar lyckades de bra och hamnade på en fjärdeplats, bara några poäng från kvalplatsen till division 1. Herrarna ligger bra till i division 4 för att kunna ta klivet upp i division 2 kommande säsong (på grund av att nuvarande division 1 byter namn till Allsvenskan säsongen 2010/2011).
Klubben har även två veteranlag, två juniorlag och cirka 13 andra ungdomslag för både killar och tjejer. Hemmadressen består av en orange tröja, svarta byxor och svarta strumpor. Hemmaarena är Kastellegårdshallen.

## Historik
Klubben grundades 1986, då med namnet Kungälv Innebandyklubb. Men inför säsongen 2008/2009 bytte man till nuvarande namn Sportlife Kungälv IBK.

## Fenixgalan
Varje år anordnas Fenixgalan i slutet på säsongen. Där delas priser ut till personer i klubben som på något sätt utmärker sig på ett positivt sätt. 